# Hyphen
Hyphen est un cabinet d'architectes international qui possède des bureaux en Europe et en Amérique latine. L'entreprise est spécialisée dans les secteurs du commerce de détail, des lieux de travail, des centres de données et de la logistique,.

## Histoire
Hyphen a été fondé en 1980 et a ouvert son premier bureau à Winchester, au Royaume-Uni. Initialement dénommée Househam Henderson, l'entreprise a commencé à se développer au début des années 90 et exploite aujourd'hui 10 bureaux dans des villes d'Europe et d'Amérique latine,.
À la fin de l'année 2017, la société a été rebaptisée Hyphen. Pentagram a conçu l'identité de Hyphen à l'aide d'un alphabet au pochoir et d'une palette de couleurs simples rehaussées par le vert néon, pour un look de marque distinctif.
En mars 2019, Hyphen a collaboré avec l'équipe de design interne de Lush et Portview pour transformer un espace en la plus grande boutique Lush du monde à Liverpool,.
En 2021, l'entreprise a ouvert un nouveau bureau à Belfast, invoquant un double accès au marché, en particulier dans les secteurs de la vente au détail et de la logistique,.
En 2022, Hyphen et Trinity Winchester, Ridge LLP et Bentley Projects ont reçu le prix RESI dans la catégorie « Health and Wellbeing Initiative – Residential » pour le projet résidentiel Bradbury View.
En 2023, l'entreprise a été incluse dans la liste WA100 des plus grands cabinets du monde et dans la liste AJ100. Au même moment, Hyphen a ouvert un bureau à Mexico.